# Дедик, Василий Степанович
Василий Степанович Дедик (15 мая 1924 года — пропал без вести в январе 1945 года) — гвардии младший сержант, помощник командира взвода 3-й стрелковой роты 72-го гвардейского стрелкового полка 24-й гвардейской стрелковой дивизии 13-го гвардейского стрелкового корпуса 2-й гвардейской армии 1-го Прибалтийского фронта, полный кавалер Ордена Славы (1945).

## Биография
Родился 15 мая 1924 года в селе Малая Джалга ныне Ипатовского района Ставропольского края в семье крестьянина.
Окончил начальную школу. Работал на конном заводе имени С. М. Будённого Сальского района Ростовской области. В 1942 году был призван в РККА, с 1943 года находился на фронтах Великой Отечественной войны.
7 мая 1944 года гвардии младший сержант Дедик, будучи командиром отделения 72-го гвардейского стрелкового полка 24-й гвардейской стрелковой дивизии 2-й гвардейской армии 4-го Украинского фронта в боях за безымянную высоту у села Бельбек в 7 км к северо-востоку от Севастополя, под сильным огнём подполз к вражескому дзоту и связкой гранат подорвал его, похоронив под обломками и гарнизон противника. 18 июня 1944 года награждён орденом Славы 3 степени.
22 июля 1944 года, будучи в составе той же дивизии и армии 1-го Прибалтийского фронта, во время боя первым достиг траншеи противника вблизи населённого пункта Жогиле в 18 км к северо-востоку от города Расейняй Литовской ССР и автоматным огнём поразил несколько вражеских солдат. В бою был ранен, но продолжал выполнять боевую задачу. 5 сентября 1944 года награждён орденом Славы 2 степени.
20 октября 1944 года в бою в 9 км к северо-востоку от города Тильзит (ныне город Советск Калининградской области) помощник командира взвода гвардии сержант Дедик увлёк за собой бойцов в атаку и обеспечил захват важной высоты. В ночь на 21 октября 1944 года в том же районе разведал проходы в заграждениях противника и скрытно вывел во вражеский тыл стрелковую роту, проводившую разведку боем. Указом Президиума Верховного Совета СССР от 24 марта 1945 года награждён орденом Славы 1 степени.
В январе 1945 года пропал без вести.